# Odontolabis pareoxa
Odontolabis pareoxa là một loài bọ cánh cứng trong họ Lucanidae. Loài này được Bomans & Ratti mô tả khoa học năm 1973.